# Zacharias Juringius
Zacharias Juringius, född 14 april 1697 i Höreda församling, Jönköpings län, död 23 mars 1773 i Västra Eneby församling, Östergötlands län, var en svensk präst.

## Biografi
Zacharias Juringius föddes 1697 i Höreda församling. Han var son till komministern Sveno Petri Juringius. Juringius blev 1721 student vid Uppsala universitet och prästvigdes 1728. Han blev filosofie magister 1731 och kyrkoherde i Västra Eneby församling 1732. År 1760 utnämndes han till prost och 1770 blev han kontraktsprost i Kinds kontrakt. Juringius avled 1773 i Västra Eneby församling.

### Familj
Juringius gifte sig första gången 13 mars 1733 med Rebecka Ekerman (1714–1741), dotter till kyrkoherden Paulus Ekerman i Västra Eneby församling och Maria Löfgren. De fick tillsammans barnen Paulus Juringius (1734–1735), kyrkoherden Anders Juringius (född 1735) i Västra Eneby församling, Sara Maria Juringius (född 1736) som var gift med kyrkoherden L. Boraeus i Sunds församling, Petrus Juringius (1737–1738), Eva Elisabet Juringius (född 1739) som var gift med kyrkoherden Christian Grönvall i Vists församling, Anna Margareta Juringius (född 1740) som var gift med kyrkoherden Petrus Presser i Malexanders församling och kyrkoherden Zacharias Juringius (1741–1817) i Horns församling.
Juringius gifte sig andra gången 14 mars 1743 med Anna Katarina Lindblom (1723–1796), dotter till kyrkoherden Lars Lindblom i Norra Vi församling. De fick tillsammans barnen Lars Juringius (1743–1743), Helena Rebecka Juringius (född 1744) som var gift med lektorn Petrus Hulthin i Linköping, kyrkoherden Paul Juringius (1745–1808) i Kimstads församling, Apollonia Juringius (1749–1779) som var gift med ekonomikrameren Olof Rundberg på Kolstad, Risinge socken, Sofia Katarina Juringius (1750–1798) som var gift med lektorn Jacob Hulthin i Linköping, Hedvig Ulrika Juringius (1752–1753) och Kristina Katarina Juringius (1754–1754).